# Dichiarazione di Arbroath

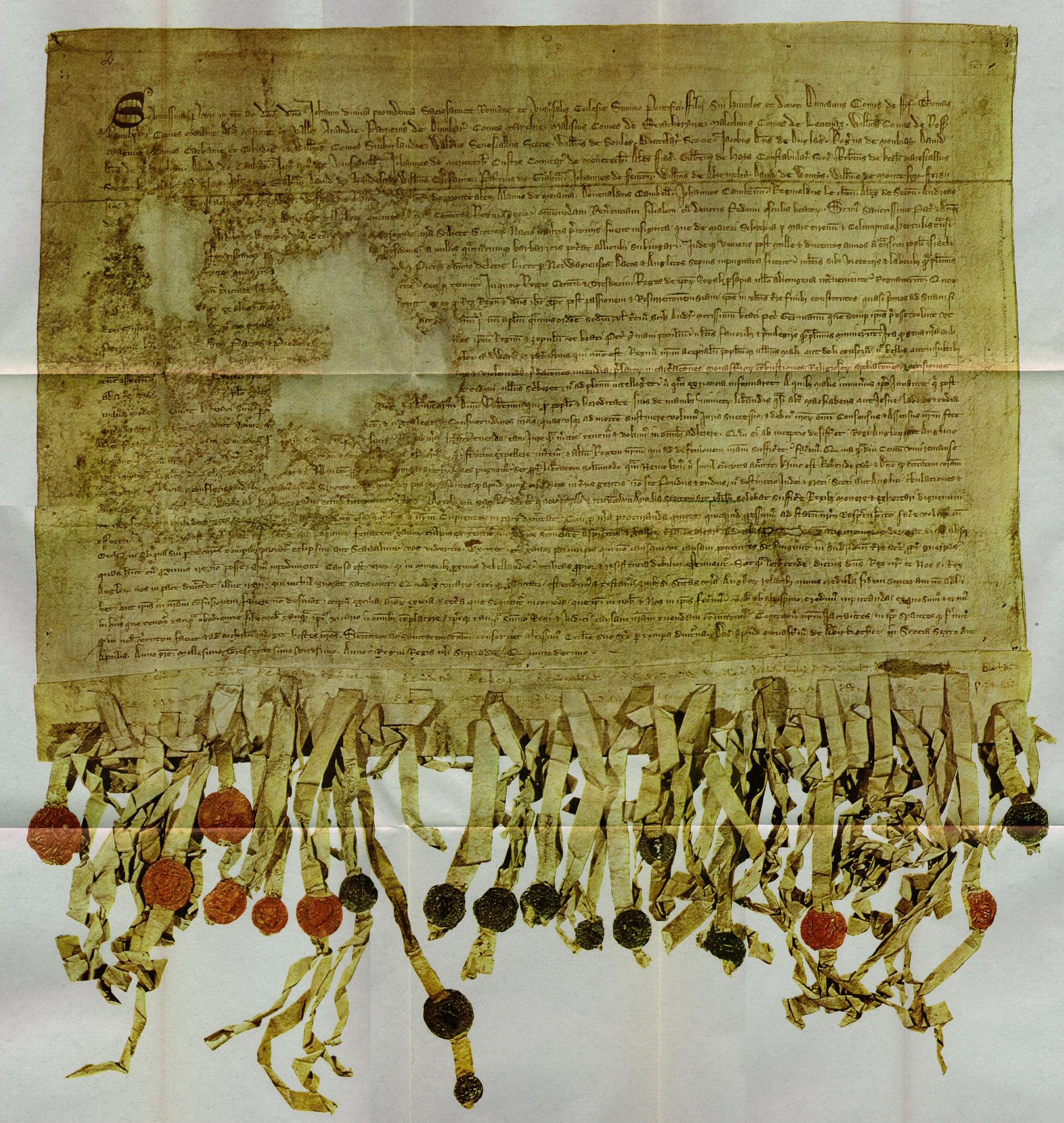
La dichiarazione di Arbroath

La Dichiarazione di Arbroath era una dichiarazione di indipendenza scozzese, fatta per confermare lo status della Scozia di stato indipendente e sovrano e l'uso di azioni militari quando veniva attaccata ingiustamente. Sotto forma di lettera venne presentata a Papa Giovanni XXII, datata 6 aprile 1320. Sigillata da 51 magnati e dai nobili, la lettera è la sola superstite di altre tre scritte nello stesso periodo. Le altre erano una lettera dal Re di Scozia e una lettera dal clero scozzese che probabilmente erano simili a quella superstite.
La dichiarazione aveva alcuni punti retorici molto-dibattuti: la Scozia era stata effettivamente sempre indipendente, più a lungo dell'Inghilterra; che Edoardo I d'Inghilterra aveva ingiustamente attaccato la Scozia e perpetrato atrocità; che Robert Bruce aveva portato la Scozia fuori da questo pericolo; e, il più discutibile, che l'indipendenza della Scozia era prerogativa del popolo scozzese, piuttosto che del re di Scozia. In effetti ha anche dato alla nobiltà il potere di deporre il re se questo avesse minacciato l'indipendenza della Scozia.
Mentre spesso è stato interpretato come "sovranità popolare" cioè che i re potrebbero essere scelti dalla popolazione piuttosto che da solo da Dio - può anche essere visto come un passaggio di responsabilità, quando si disobbedisce agli ordini papali, dal re al popolo. Ad esempio Roberto I sosteneva che è stato costretto a combattere una guerra ingiusta (secondo la Chiesa) perché altrimenti sarebbe stato deposto.
Fu scritto in latino, si pensa per mano di Bernard, abate dell'abbazia di Arbroath (identificato spesso con Bernard de Linton, anche se il suo cognome è sconosciuto), che era allora il Cancelliere di Scozia; e dal vescovo Alexander Kininmund. Nonostante sia datato il 6 aprile 1320 nell'abbazia di Arbroath, non c'era stata in effetti una riunione dei nobili, invece il documento può essere stato redatto ad una riunione del Consiglio dei nobili nell'abbazia di Newbattle, nel Midlothian, nel mese di marzo del 1320, comunque manca prove attendibili che provano questo fatto. Arbroath era semplicemente il luogo della cancelleria reale, l'ufficio Bernard e la data sono solo la prova che questo prese parte agli atti.
I sigilli di otto conti e di 41 nobili scozzesi sono stati allegati al documento, probabilmente a distanza di qualche settimana o mese, come testimoniano i sigilli usati dai nobili. La dichiarazione allora è stata portata alla curia romana ad Avignone.
Il Papa sembra che prestò una certa attenzione alle discussioni contenute nella dichiarazione, anche se la sua influenza non dovrebbe essere stata molto forte. Era in parte dovuta ad un trattato di pace di breve durata tra la Scozia e l'Inghilterra, il Trattato di Northampton, con il quale l'Inghilterra si impegnava a non invadere la Scozia, firmato dal re inglese, Edoardo III d'Inghilterra, il 1º marzo 1328.
La copia originale della dichiarazione che è stata trasmessa a Avignone si è persa. Tuttavia, una copia è stata conservata dall'Archivio Nazionale di Scozia a Edimburgo. La traduzione in lingua inglese più conosciuta è stata fatta da sir James Fergusson, precedentemente Custode dei Registri di Scozia.
Un passaggio in particolare è stato citato spesso:
La dichiarazione di Arbroath afferma le origini europee del popolo scozzese (Section I):
Il documento quindi parla di una migrazione dalla Grande Scizia (odierna Ucraina) alle isole britanniche attraverso il mar Tirreno, le Colonne d'Ercole (Gibilterra) e un lungo soggiorno in Spagna, ovunque mantenendo la propria identità. Ciò accadde circa 1200 anni dopo la traversata degli Ebrei sul Mar Rosso (l'Esodo dall'Egitto), passando per una discendenza ininterrotta di 130 regnanti. Essendo l'Esodo datato nel IX secolo a.C., la migrazione nelle isole britanniche sarebbe collocata fra il II e III secolo dopo Cristo.
Alcuni sostenitori del complotto giudaico-massonico intravedono una origine ebraica del popolo scozzese, dalla Tribù di Dan, in quanto questo popolo avrebbe dimorato nella Grande Scizia da cui partirono gli scozzesi.

Scita è storicamente sinonimo di barbaro, e lo storico Flavio Giuseppe (Antiq. Iud., I, 6,1) identifica con gli Sciti le genti di Magog cui fa riferimento l'Apocalisse.

Il documento stesso opera due riferimenti, non strettamente legati al contesto:
- ai barbari (parola di etimologia incerta, di origine semitica per alcuni, dall'antico persiano Babiru, a sua volta dall'ebraico Habiru-Ebreo);
- nel passaggio immediatamente successivo, alla migrazione degli Ebrei dall'Egitto: ciò consente una datazione indiretta anche per la migrazione del popolo scozzese, datazione che poteva essere fatta in altro modo, direttamente riportando il secolo, oppure con il riferimento a uno dei 130 regnanti, di cui si accenna in seguito nel testo.